# URBANO MOND
URBANO MOND（アルバーノ・モンド）は、ソニー・エリクソン・モバイルコミュニケーションズ（現・ソニーモバイルコミュニケーションズ）が日本国内向けに開発した、auブランドを展開するKDDIおよび沖縄セルラー電話のCDMA 1X WIN対応携帯電話である。製造型番はSOY04（えすおーわい ぜろよん）。

## 概要
同キャリア向けURBANOシリーズの3代目となる音声用端末で、先代のURBANO BARONE（SOY03）同様、ソニー・エリクソン製となっており、今回はIPX5/IPX7等級の防水機能、およびGSMローミングに対応しているのが大きな特徴となっている。その他POBox Proバージョンが4.0Eになっている点、通話補正機能のさらなる追加なども行われている。一方で独立式のフレームレス構造のテンキーパッドだったBARONEに対し、一体構造のシートキーが採用され押しやすさが変化していると評された。
同社製のCDMA2000 1xEV-DO Rev.A、およびKCP+に対応した音声端末としては最終機種となっており、既存のフィーチャーフォンとしてのURBANOシリーズとしては唯一、ベースとなった機種が存在しない機種となっている。詳しくはURBANOシリーズ#機種の項を参照されたい。

## 沿革
- 2010年（平成22年）10月18日 - KDDI、およびソニー・エリクソン・モバイルコミュニケーションズより公式発表。
- 2010年10月23日 - プレシャスシルバーを除き北海道・中部・北陸・関西・中国・四国・沖縄地区にて発売。
- 2010年10月26日 - プレシャスシルバーを除き東北地区にて発売。
- 2010年10月27日 - プレシャスシルバーを除き関東地区にて発売。
- 2010年10月28日 - プレシャスシルバーを除き九州地区にて発売。
- 2010年12月16日 - プレシャスシルバーを沖縄地区にて先行発売。
- 2010年12月17日 - プレシャスシルバーを東北・中部・北陸・関西・中国・四国・九州地区にて発売。
- 2010年12月18日 - プレシャスシルバーを北海道・関東地区にて発売。
- 2011年（平成23年）10月 - 販売終了。
- 2012年（平成24年）7月22日 - L800MHz帯（旧800MHz帯・CDMA Bandclass 3）エリアによる各種サービスの停波によりそれ以降はN800MHz帯（新800MHz帯・CDMA Bandclass 0 Subclass 2）エリアおよび2GHz帯（CDMA Bandclass 6）エリアの各種サービスで利用する事となる（予定）。

## 主な機能・対応サービス
- 歩数計（My Walkアプリ）
- BRAVIAポストカード対応
- はっきりモード
- ゆっくりモード
- 聞きやすいモード
- フェイク着信
- 通話時自動音声調整機能
- 通話時ノイズキャンセル機能
- 「お出かけ転送」対応（一部のソニー製Blu-ray Discレコーダーで録画した番組を本機に転送できる機能）

| 主な機能・対応サービス                                                                              | 主な機能・対応サービス                                                                   | 主な機能・対応サービス                                       | 主な機能・対応サービス                                        |
| --------------------------------------------------------------------------------------------------- | ---------------------------------------------------------------------------------------- | ------------------------------------------------------------ | ------------------------------------------------------------- |
| LISMO! (EZ「着うたフル」) (EZ「着うたフルプラス」) (LISMOビデオクリップ) (LISMO Video) (LISMO Book) | EZケータイアレンジ                                                                       | バーコードリーダー&メーカー                                  | PCサイトビューアー                                            |
| au BOX                                                                                              | ワイヤレスミュージック (端末本体からのボリュームコントロールおよびカーナビ×LISMO!に対応) | au Smart Sports Run & Walk Karada Manager カロリーカウンター | EZナビウォーク                                                |
| EZ助手席ナビ                                                                                        | 安心ナビ                                                                                 | 災害時ナビ                                                   | ナカチェン                                                    |
| EZアプリ FullGame! Bluetooth対戦 (複数対戦モード対応)                                               | EZアプリ (B)                                                                             | オープンアプリプレイヤー                                     | PCドキュメントビューアー                                      |
| アレンジメニュー                                                                                    | au oneガジェット マルチプレイウィンドウ クイックアクセスメニュー                         | じぶん銀行アプリ                                             | EZ・FM                                                        |
| EZチャンネル EZチャンネルプラス EZニュースフラッシュ EZニュースEX                                   | Touch Message                                                                            | EZ FeliCa                                                    | ケータイ de PCメール                                          |
| デコレーションメール                                                                                | デコレーションアニメ                                                                     | au one メール                                                | 緊急通報位置通知                                              |
| EZテレビ（ワンセグ）                                                                                | グローバルパスポート (GSM・CDMA)                                                         | WIN HIGH SPEED 赤外線通信 (IrDA) 無線LAN機能 (Wi-Fi WIN)     | Bluetooth auフェムトセル (別途、ケータイアップデートにて対応) |

## 名前の由来
「URBANO」はイタリア語で「都会」を意味し、一方、「MOND」は「世界」を意味する言葉である。